# Illiberis paracybele
Illiberis paracybele es una especie de mariposa de la familia Zygaenidae.
Fue descrita científicamente por Alberti en 1954.